# Clip (banda)
Clip fue un grupo ecuatoriano de rock y pop surgido en la ciudad de Guayaquil, durante la segunda mitad de la década de los años 80.

## Trayectoria
La banda fue creada en 1985 por Julio Cesar Jurado (bajo y voz), en donde participaron José Tapia (batería), Roberto Jalón (tecladista), Rafael Peralta (guitarra) y Aldo Jalón (teclado y guitarra). En 1986, por motivos de viajes sale Roberto Jalón y se integra Quino Orrantia como tecladista de la banda. En ese mismo año realizan su primera grabación profesional en los estudios de la casa disquera Fediscos, para crear los arreglos musicales de un artista que recién iba a iniciar su carrera musical, Reynaldo Egas, de donde nace el tema "El Químico".
Debido al éxito de Egas, Fediscos decide grabar el primer sencillo de Clip, que contenía como lado A el tema "Poco a poco" y en el lado B "Solo un tonto". Los arreglos y canciones que el grupo realizó para la casa disquera tuvieron mucho éxito, decidiendo así grabar el primer videoclip de la canción "Poco a poco".
En 1987, Clip graba las canciones "Organizar" y "Darle trámite" de Reynaldo Egas. Graban también los temas "Laxante emocional", "Mosquito" y la canción de la telenovela de Ecuavisa, Por Amor Propio, interpretada por Penélope Lauret. A finales del mismo año, mientras la banda preparaba su primer EP de 4 canciones, la producción se suspende debido a que Julio Cesar Jurado se separa del grupo. Luego de ese inconveniente, y casi un año de varias audiciones, la banda decide apoyar a Quino Orrantia como nuevo cantante, terminando en 1988 el disco Clip, que incluía las canciones: "Sin ti (Chiro de amor)", "Gordito rock", "No es tan fácil" y "Popotito".
En 1989 se realiza la grabación del video promocional "Sin ti (Chiro de amor)", que fue presentado por el programa MTV Internacional (transmitido en Ecuador por Gamavisión) durante una entrevista con su conductora, Daysi Fuentes, en Salinas. Por mucho tiempo, este fue considerado el primer videoclip ecuatoriano programado por la cadena MTV, previo a la creación del canal MTV Latinoamérica.
Tras la salida de José Tapia y el ingreso de Carlos Carrión, Clip regresa a los estudios de Fediscos para realizar su siguiente producción, Como tú, que incluía las canciones: "Como tú", "Dame un minuto más", "Mosquito" y "Estás aquí", canción que contó con un video realizado íntegramente por sus integrantes, con el apoyo de Fediscos. Luego de un año repleto de presentaciones, Ecuavisa llama de nuevo a la banda para grabar la canción de la telenovela Valeria, "No cuesta nada soñar". El sencillo de este tema sale al mercado en 1990 y así, con 5 canciones en las radios y la televisión, Clip inició su última gira por Ecuador, que culmina en 1991.

## Regreso
Tras 15 años de ausencia, en 2006 la banda se reúne otra vez con sus integrantes originales (Carlos Carrión, Aldo Jalón, Quino Orrantia y Rafael Peralta) y graban el tema "Ansiedad", que contó con un video de animación.
Clip realiza su primer concierto en octubre de 2006 en el Teatro Centro de Arte de la ciudad de Guayaquil, en el cual interpretaron sus primeras canciones y dieron a conocer sus nuevas propuestas musicales. En ese concierto Clip presenta a sus nuevos integrantes Andrés Churrón Franco, quien remplaza a Rafael Peralta, y al nuevo guitarrista Manolo Castro. Ese concierto contó con la participación de varios artistas y amigos como Juan Fernando Velasco, Roberto Bolaños y Jorge Luis del Hierro, con quien interpretan la canción "Estás aquí", en versión acústica que relanzarían en febrero de 2007 y que incluía el video de la presentación en vivo.
En octubre de ese mismo año lanzan su siguiente sencillo llamado "Pararriba", en un estilo funk rock, que contó también con un video promocional.

## Actualidad
En 2016, como parte de su álbum como solista Arrecho nunca muere y si muere, muere arrecho, Dennis Mancero, exguitarrista y líder de la también desaparecida banda Blaze, incluyó una nueva versión de "Estás aquí", como un homenaje a Clip.
En 2019 se presentó la obra dramática Enredos: el musical, dirigida por Christian Valencia, que incluye temas de varios representantes del pop ecuatoriano, entre ellos Clip, Tranzas y Cruks en Karnak. La obra fue presentada en Quito, Guayaquil, Cuenca y Loja.
Quino Orrantia, quien fuera tecladista y cantante de la agrupación, se dedica actualmente a la publicidad.

## Alineación
- Quino Orrantia (voz y teclados)
- Rafael Peralta (guitarra)
- Aldo Jalón (guitarra)
- José Tapia (batería)

## Discografía
- Laxante emocional (single, 1987)
- Clip (EP, 1988)
- Como tú (EP, 1989)
- No cuesta nada soñar (single, 1990)
- Ansiedad (2006)